# Porzucenie
Porzucenie – przestępstwo polegające na pozostawieniu własnemu losowi małoletniego poniżej lat 15, albo innej osoby nieporadnej ze względu na swój stan psychiczny lub fizyczny wbrew obowiązkowi troszczenia się o nią.
Porzuceniem jest tylko takie zachowanie, które polega na niezajmowaniu się osobą podopiecznego i zaprzestaniu troszczenia się o nią w okolicznościach wskazujących na to, że nie może ona uzyskać wsparcia ze strony innych osób. Dla bytu przestępstwa nie ma znaczenia, czy wskutek zbiegu okoliczności osoba porzucona tę pomoc jednak otrzymała.
Z powyższych względów nie jest przestępstwem pozostawienie noworodka w szpitalu czy pod drzwiami klasztoru, skoro może on otrzymać natychmiastową pomoc ze strony osób trzecich.
Jeżeli skutkiem porzucenia jest śmierć pokrzywdzonego, czyn zagrożony jest karą pozbawienia wolności od 2 do 15 lat.